# ゲンナディオス2世 (コンスタンディヌーポリ総主教)
ゲンナディオス2世スホラリオス（ギリシア語: Γεννάδιος Β΄ Σχολάριος, 1400年頃 - 1468年頃?）は、コンスタンティノープルの陥落後の正教会のコンスタンディヌーポリ総主教（コンスタンティノープル総主教）。
コンスタンティノープルの支配者が東ローマ帝国からオスマン帝国に移行した時代における最初のコンスタンディヌーポリ総主教である。また、優れた哲学者・神学者でもあった。
俗名はゲオルギオス・スホラリオス（ギリシア語: Γεώργιος Σχολάριος）。姓である"Σχολάριος"は古典ギリシャ語再建音からはスコラリオスとも転写できる。修道名ゲンナディオスと俗名を組み合わせてゲンナディオス・ゲオルギオス・スコラリオスと表記される事もあるが、このように修道名と俗名を組み合わせた表記は他言語および正教会では一般的ではない。

## 生涯

### コンスタンティノープルの陥落まで
コンスタンディヌーポリ（コンスタンティノープル）に1400年頃生まれ、同地で教育を受ける。マルコス・エヴゲニコスに学ぶ。アリストテレス哲学の教養を備え、同時代人より西方教会の神学に明るかった。
哲学を講じた後、東ローマ帝国皇帝ヨアニス8世パレオロゴスのもとで裁判官を務めた。
フィレンツェ公会議では当初、東方教会と西方教会との合同に賛成していたが、師マルコスの説得により自己の過ちを認めて意見を変え、師マルコスの死後、時のコンスタンディヌーポリ総主教（ミトロファニス2世: 1440-1443、グリゴリオス3世: 1443-1450）が合同賛成派であった際に、合同反対派のリーダーとなった。グリゴリオス3世によって職を追われた後、修道士となり修道名ゲンナディオスを受ける（グリゴリオス3世はその後、1451年にローマに亡命した）。東西教会合同反対派リーダーとしてのゲンナディオスの立場は、その後も変わらなかった。

### コンスタンティノープルの陥落以降

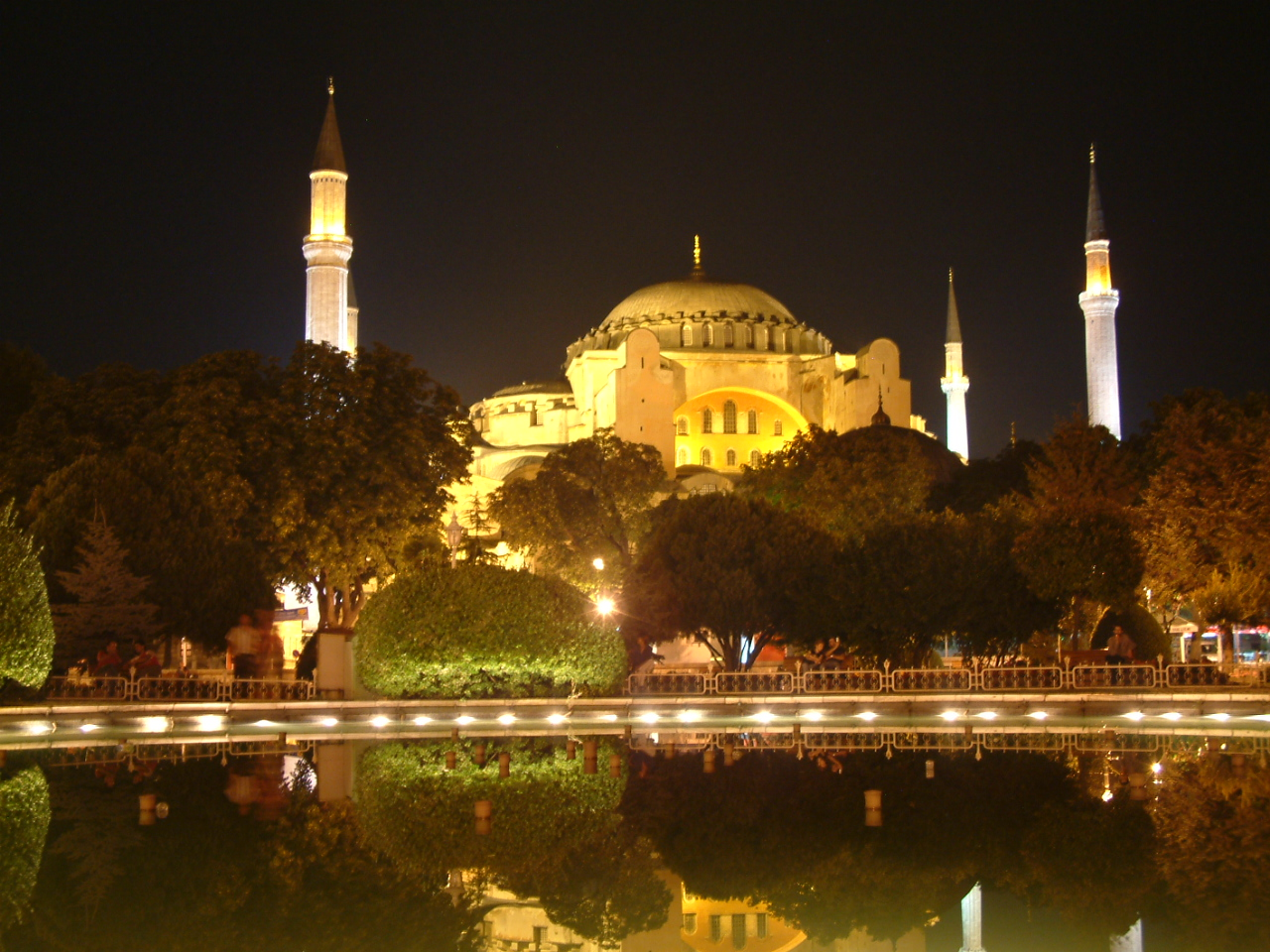
アギア・ソフィア大聖堂の夜景。周囲の4本のミナレットは、モスクに改修された際に付け加えられた。博物館を経て、現在は再びモスク。

1453年5月29日、オスマン帝国のメフメト2世による侵攻により、コンスタンティノープルが陥落した。
メフメト2世はアギア・ソフィア大聖堂をはじめとする多くの正教会の聖堂を接収してイスラームのモスクに改修するなど正教への抑圧策をとる一方で、拡大する領土における正教徒（主にギリシャ人）を懐柔・統括するために、信頼の置ける総主教を必要としていた。
人選が行われ、ゲンナディオスが適任とされるに至った。ゲンナディオスはその時、コンスタンティノープル陥落時に奴隷の身分に落とされてエディルネ（アドリアヌーポリ）でトルコ人貴族のもとに居たが、メフメト2世の命令で解放された。
1454年1月、ゲンナディオスは総主教に着座。権杖、十字架、ローブはメフメト2世が与えた。座所は接収されたアギア・ソフィア大聖堂ではなく十二使徒聖堂（Church of the Holy Apostles) に定められた。
その後総主教職から一旦退きアトス山に一時的に滞在した後、セレスにある前駆授洗イオアン修道院に入ったが、その後2回呼び戻されて復職（1462-1463、1464）。オスマン帝国時代のコンスタンディヌーポリ総主教には離職と復職を繰り返した者が珍しくなかったが、ゲンナディオスはその最初の例である。これはオスマン帝国治下では総主教が継続して在任出来る年数に制限が設けられたためである。ゲンナディオスは在任中、オスマン帝国のもとで正教徒に係る司法等を担いつつ、正教徒の権利保護のために尽力した。
永眠した年ははっきりしていない。

## 学者・著述家として
ゲンナディオスは優れた哲学者・神学者でもあった。ゲンナディオスがアリストテレス哲学を、プラトニズム、およびゲミストス・プレトンから守ろうとした事は、巷間に散見される、西方教会の神学をアリストテレス哲学と結び付け、東方教会の神学をプラトン哲学に結び付けるといった、通俗的解釈傾向が誤っていることの証拠となる。
東西教会の合同に反対するようになってからは、フィリオクェ問題に関連する著作も書いた。ゲンナディオスはトマス・アクイナスの著作のギリシャ語訳と解釈も行った事にもみられるように、西方教会の神学・哲学に対して師マルコスと同様に明るく、その上で精力的に西方教会の考え方を批判した。またユダヤ教やイスラームに対しても批判する論文を遺した。
メフメト2世からその学識により尊敬を勝ち得ていたゲンナディオスは、メフメト2世の求めに応じて正教信仰についての著作『告白』を手紙型式で著した。当初版はギリシャ語・ラテン語であったが、まもなくトルコ語に翻訳された。1530年にはウィーンで、1582年にはフランクフルトで出版された。正教徒宛の手紙という形式をとった著作も晩年に残している。

## 文学作品への登場
塩野七生による小説『コンスタンティノープルの陥落』（新潮文庫）の中に、東西教会合同反対派のリーダーとして登場する。